# Willy Verginer
Willy Verginer est un sculpteur sur bois italien né le 23 février 1957 à Bressanone, dans la province autonome de Bolzano.

## Biographie
Willy Verginer travaille à Ortisei, dans la province autonome de Bolzano. 